# 최악의 친구들
"최악의 친구들"(Worst Friends)은 한국에서 제작된 남궁선 감독의 2009년 영화이다. 김수현 등이 주연으로 출연하였고 김보라 등이 제작에 참여하였다.

## 줄거리
서울에서 친구를 잃는다.

## 출연

### 주연
- 김수현
- 배혜미
- 김미우
- 김윤지(정소민)
- 최정남
- 고찬빈
- 김성우
- 최정윤
- 츠유카

## 기타
- 제작부: 마민지
- 제작부: 정희재
- 촬영부: 김선혁
- 촬영부: 신현탁
- 촬영부: 서동실
- 조명: 민규식
- 조명: 민규식
- 조명: 윤진식
- 조명: 이병희
- 조명: 이성용
- 연출부: 박영수
- 연출부: 박정선
- 조감독: 최정식
- 동시녹음: 김새봄
- 동시녹음: 김연화
- 동시녹음: 한정원
- 녹음: 김현정
- 녹음: 나영길
- 미술: 박보마
- CG: 남궁선
- 분장: 안세향
- 의상: 박보마
- 스테디캠: 김대림
- 스테디캠: 이창섭
- 사운드믹싱: 양정원